# Lepanthes wageneri
Lepanthes wageneri är en orkidéart som beskrevs av Heinrich Gottlieb Ludwig Reichenbach. Lepanthes wageneri ingår i släktet Lepanthes och familjen orkidéer. Inga underarter finns listade i Catalogue of Life.